# Interneuron
Interneuron – komórka nerwowa, której aksony nie wychodzą poza obręb struktury bądź niewielkiego obszaru, w której się znajduje, na ogół osiągając nie więcej niż kilkaset mikrometrów długości. W przypadku niektórych interneuronów (np. koszyczkowych w zakręcie zębatym) aksony ich mogą jednak docierać na spore odległości (do kilku milimetrów od ciała neuronu). W odróżnieniu od interneuronów, neurony projekcyjne i inne komórki pryncypalne to komórki wysyłające połączenia do innych, często odległych struktur.
Interneurony najczęściej wykorzystują jako główny, klasyczny przekaźnik, kwas gamma-aminomasłowy (GABA), będący neurotransmiterem hamującym. Niektóre typy interneuronów wydzielają jednak kwas glutaminowy, czyli przekaźnik pobudzający (np. komórki mszyste we wnęce zakrętu zębatego). Nie wszystkie komórki GABAergiczne to jednak interneurony, co widać na przykładzie komórek Purkinjego móżdżku, które, chociaż wydzielają GABA, są głównymi neuronami projekcyjnymi móżdżku i wysyłają swoje aksony do głębokich jąder móżdżku.
Istnieje wiele typów interneuronów. Najczęściej klasyfikowane są one na podstawie morfologii (wyglądu) i połączeń tworzonych z innymi neuronami. Interneurony mają różne kształty komórek, mogą być wielobiegunowe, piramidalne lub wrzecionowate. Inną bardzo ważną cechą różnicującą typy interneuronów jest zawartość neuropeptydów, takich jak wazoaktywny peptyd jelitowy (VIP), neuropeptyd Y (NPY), somatostatyna (GH-IH lub SRIF) czy cholecystokinina (CCK), a także obecność w tych komórkach białek wiążących wapń, takich jak parwalbumina, kalbindyna, czy kalretynina. Wreszcie, choć jest to trudne technicznie, interneurony klasyfikuje się też na podstawie ich charakterystyki elektrofizjologicznej, w tym biernych i czynnych właściwości błony plazmatycznej oraz generowanych potencjałów czynnościowych.
Poszczególne typy interneuronów są wyspecjalizowane funkcjonalnie. Na przykład pewne interneurony są wyspecjalizowane w kontrolowaniu funkcji innych interneuronów, często konkretnego typu. Z kolei wiele interneuronów wpływa na aktywność neuronów pryncypalnych danej struktury, lecz czynią to za pomocą różnych środków. I tak, neurony koszyczkowe oplatają ciała neuronów docelowych, tworząc wokół nich charakterystyczny „koszyczek” zakończeń synaptycznych. Neurony kandelabrowe za to, oplatają zakończeniami synaptycznymi wzgórki aksonalne komórek pryncypalnych, tworząc struktury przypominające kształtem świeczki (stąd nazwa tego typu interneuronów). 
Przypuszcza się, że te wyspecjalizowane komórki są głównymi neuronami umożliwiającymi sprawną kontrolę nad przetwarzaniem informacji w układzie nerwowym. Pełnią one szczególną rolę w generowaniu oscylacji w sieciach neuronalnych. Interneurony, prawdopodobnie dzięki kilku właściwościom, a między innymi ich dużej częstości wyładowań, istnienia między nimi synaps elektrycznych i posiadania rozległych sieci aksonalnych, mogą zapewnić odpowiednie środowisko dla skutecznej rytmogenezy.